# Pistolet Beretta M1919
Beretta Model 1919 – włoski kieszonkowy pistolet samopowtarzalny. Pierwszy pistolet firmy Beretta z charakterystycznym wycięciem w górnej części zamka.
W 1919 roku Beretta opatentowała nowy sposób mocowania lufy w szkielecie pistoletu. Nowy sposób montażu lufy został po raz pierwszy zastosowany w kieszonkowym pistolecie Model 1919. Opatentowana metoda umożliwiała zastosowanie pojedynczego dużego wycięcia na górnej powierzchni zamka które zmniejszało jego masę i jednocześnie spełniało funkcję okna wyrzutowego łusek.
Pistolet Model 1919 był produkowany do 1939 roku. Produkowano pistolety oksydowane, niklowane, chromowane, posrebrzane, a nawet krótką serię pistoletów pozłacanych z okładkami chwytu z drewna orzechowego.

## Opis
Beretta M1919 była bronią samopowtarzalną. Zasada działania oparta na odrzucie zamka swobodnego. Mechanizm spustowy z kurkiem wewnętrznym.
Bezpiecznik nastawny. Skrzydełko bezpiecznika po lewej stronie Szkieletu.
M1919 był zasilany z wymiennego, jednorzędowego magazynka pudełkowego o pojemności 8 naboi, umieszczonego w chwycie. Przycisk zwalniania magazynka znajdował się u dołu chwytu.
Lufa gwintowana.
Do celowania służył rowek wyfrezowany na tylnej części zamka.